# Нагмашот
«Нагмашот» (ивр. הנגמ‎) — израильский тяжёлый штурмовой бронетранспортёр, разработанный на шасси танка «Центурион» в 1982 году. Первые машины поступили в войска в 1983 году и приняли участие в боевых действиях в Южном Ливане, всего было выпущено 100—200 машин. Продолжил серию тяжёлых гусеничных БТР, переделываемых из шасси танков, начатую с производства «Ахзарит».
Используя опыт его эксплуатации, Израиль разработал две новые машины — «Нагмахон» и «Накпадон». «Нагмахон» был принят на вооружение в конце 1980-х, а «Накпадон» — в начале 1990-х годов. Для изготовления некоторых из них использовались шасси «Нагмашот». В обеих конструкциях применялась одинаковая схема высадки десанта: солдаты сначала покидали корпус через верхние люки, а затем пересекали крышу моторно-трансмиссионного отделения и спрыгивали на землю. «Нагмахон» имел более мощный комплект динамической брони, чем «Нагмашот». Также в начале 1990-х годов на этой же базе была выпущена тяжёлая машина инженерных войск «Пума».
На нём также были установлены тяжёлые бортовые экраны. Каждый экран состоял из семи секций, каждая из которых подвешивалась на двойных шарнирах, позволявших поднимать секцию для обслуживания ходовой части. В передних четырёх секциях располагалась динамическая защита, а задние три были из простых стальных листов. Часто задние листы фиксировались в поднятом состоянии для защиты десантирующихся пехотинцев. Кроме того, «Нагмахон» имел усиленную защиту против мин.
Все тяжёлые бронетранспортёры, предназначенные для локальных конфликтов, имеют пусковые установки для дымовых гранат. На «Нагмахон» стоят четыре пусковые установки системы мгновенной постановки завесы C1-3030. «Нагмахон» снабжены системой электронного противодействия, способной блокировать прохождение радиосигналов для взрыва самодельных взрывных устройств. Антенна этой системы установлена в кормовой части машины.
Вооружение тяжёлых бронетранспортёров состояло из четырёх 7,62-мм пулемётов или одного 12,7- и трёх 7,62-мм пулемётов. Они размещались на шкворневых установках по углам броневой рубки. Что касается модификации Nagmachon-Mifleset, то она получила полностью бронированную высокую башню с четырьмя пулемётными установками по углам.
На «Нагмахон» установлен дизельный двигатель мощностью 750 л.с.